# Plünderung von Amorion
Frühe Schlachten
Mu'ta – Tabūk – Dathin – Firaz
Arabische Eroberung der Levante
Qartin – Bosra – Adschnadain – Mardsch ar-Rahit – Fahl – Damaskus – Mardsch ad-Dibadsch – Emesa – Jarmuk – Jerusalem – Hazir – Aleppo
Arabische Eroberung Ägyptens 
Heliopolis – Alexandria – Nikiou
Umayyadische Eroberung Nordafrikas
Sufetula – Vescera – Karthago
Umayyadidische Invasion Anatoliens
 und Konstantinopels
Eiserne Brücke – Germanikeia – 1. Konstantinopel – Sebastopolis – Tyana – 2. Konstantinopel – Nikäa – Akroinon
Arabisch-byzantinischer Grenzkrieg
Kamacha – Kopidnadon – Krasos – Anzen und Amorion – Mauropotamos – Lalakaon – Bathys Ryax
Sizilien und Süditalien
1. Syrakus – 2. Syrakus – Feldzüge des Maniakes
Byzantinischer Gegenschlag
Marasch – Raban – Andrassos – Feldzüge des Nikephoros Phokas – Feldzüge des Johannes Tzimiskes – Orontes – Feldzüge Basileios’ II. – Azaz
Seeoperationen
Phoinix – Muslimische Eroberung Kretas – Thasos – Damiette – Thessalonike – Byzantinische Rückeroberung Kretas
Die Plünderung von Amorion durch das Abbasidenkalifat im August 838 war eines der Schlüsselereignisse in den langen arabisch-byzantinischen Kriegen. Der abbasidische Feldzug wurde von Kalif al-Mu’tasim (regierte 833–842) als Vergeltung für einen quasi ungehinderten Feldzug des byzantinischen Kaisers Theophilos (regierte 829–842) in das arabisch-byzantinische Grenzgebiet im vergangenen Jahr geführt. Mu'tasim zielte auf Amorion, eine byzantinische Stadt in Westkleinasien, da sie die Herkunftsstadt der herrschenden byzantinischen Dynastie und zudem eine der größten und wichtigsten Städte des Reiches war.
Der Kalif versammelte eine außergewöhnlich starke Armee, die er in zwei Gruppen teilte. Die eine fiel tief nach Kleinasien ein, wohingegen die nördliche Gruppe die byzantinische Armee unter Theophilos bei Anzen besiegte. Die abbasidischen Armeen vereinigten sich wieder bei Ankyra, das sie verlassen vorfanden. Nachdem sie die Stadt geplündert hatten, wandten sie sich südwärts nach Amorion, das sie am 1. August erreichten. Mit Palastintrigen in Konstantinopel und der Rebellion seiner churramitischen Söldner konfrontiert sah Theophilos keine Möglichkeit der Stadt zu helfen.
Amorion war stark befestigt, aber ein Verräter enthüllte den Arabern eine Schwachstelle in der Verteidigung. Dort konzentrierten die Abbasiden ihren Angriff und schlugen eine Bresche. Der Befehlshaber des durchbrochenen Wallabschnitts versuchte nun heimlich mit dem Kalifen zu verhandeln. Er verließ seinen Posten, was die Araber nutzten, in die Stadt zu gelangen. Amorion wurde systematisch zerstört und erreichte nie wieder seinen vormaligen Wohlstand. Ein Gutteil der Bevölkerung wurde massakriert und die Überlebenden als Sklaven verschleppt. Viele dieser Überlebenden wurden 841 durch einen Vertrag freigekauft, aber noch Jahre später wurden bedeutende Würdenträger, die in die abbasidische Hauptstadt Samarra verschleppt worden waren, exekutiert, nachdem sie die Konversion zum Islam verweigert hatten, wodurch sie als die 42 Märtyrer von Amorion bekannt wurden.
Die Eroberung Amorions war nicht nur ein militärisches Desaster und eine persönliche Tragödie für Theophilos, sondern auch ein Schlag für die byzantinische Moral, was durch spätere Literatur deutlich wird. Die Plünderung veränderte das Machtgleichgewicht letztendlich nicht, das sich leicht zu byzantinischen Gunsten zu verschieben begann, aber sie schwächte die Theologie des Ikonoklasmus, deren Anhänger Theophilos war. Da der Erfolg des Ikonoklasmus hauptsächlich auf militärische Siege gestützt war, trug der Fall von Amorion entscheidend zu seiner Aufgabe kurz nach dem Tod des Kaisers 842 bei.

## Hintergrund

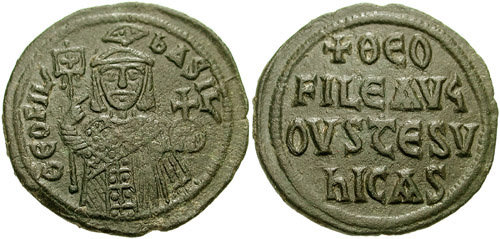
Zu Feier seines Sieges gegen die Araber ließ Theophilos eine Menge dieser Follis-Münzen prägen. Auf der Vorderseite sieht man Theophilos mit einer Toupha. Auf der Rückseite steht: Theophilos Augustus, du eroberst.

Im Jahr 829, als der junge Theophilos den byzantinischen Thron bestieg, befanden sich Byzanz und die Araber seit annähernd zweihundert Jahren im Krieg. Theophilos war ein ambitionierter Mann und Vertreter des Ikonoklasmus, der die Verehrung von Kunstwerken und die Abbildung göttlicher Wesen verbot. Um seine Herrschaft und seine religiösen Überzeugungen zu unterstützen, suchte er den militärischen Erfolg gegen das Abbasidenkalifat. Arabische Angriffe trafen Byzanz ununterbrochen, sowohl im Osten, wo al-Ma'mūn (regierte 813–833) mehrere große Angriffe führte, als auch im Westen durch die Aghlabiden.
Theophilos, der auf ikonophile Verschwörungen reagierte, begann 833 aufs Neue mit der Verfolgung von Ikonenverehrern und anderen „Häretikern“. Aus byzantinischer Sicht schien dieses Vorgehen tatsächlich göttliche Gunst zu genießen, denn al-Ma'mun starb zu Beginn eines neuen Feldzuges gegen Byzanz und sein Bruder und Nachfolger al-Mu’tasim saß nur sehr unsicher auf dem Thron und musste gegen die Rebellion der Churramiten-Sekte unter Bābak Chorramdin ankämpfen. Dies ermöglichte Theophilos eine Reihe kleinerer Siege zu erringen und seine Truppen um etwa 14.000 churramitische Flüchtlinge unter ihrem Führer Nasr aufzustocken, der christlich getauft wurde und den Namen Theophobos erhielt. Die Erfolge des Kaisers in diesen Jahren waren wenig spektakulär, aber sie kamen nach zwei Dekaden voller Niederlagen und Bürgerkrieg unter ikonophilen Kaisern. Theophilos wollte seine Errungenschaften als Ausdruck der göttlichen Bestätigung verstanden wissen und stellte sich in die Tradition von Konstantin V. (741–775) und seiner Siege. Wegen seiner Leistungen ordnete er die Prägung eines neuen Typus von Follis-Münzen an, die in großer Zahl gefertigt wurden und ihn als klassischen, siegreichen römischen Kaiser porträtierten.
837 entschied Theophilos auf das Drängen Babaks hin, Gewinn aus der Beschäftigung des Kalifats mit der Niederschlagung der churramitischen Revolte zu schlagen und führte einen größeren Feldzug gegen die Grenzemirate. Er versammelte eine Streitmacht von 70.000 Soldaten (insgesamt 100.000 nach at-Tabarī) und fiel in das fast unverteidigte Gebiet am oberen Euphrat ein. Die Byzantiner eroberten die Städte Sozopetra und Arsamosata, plünderten das Umland, erpressten Lösegeld von einigen Städten und besiegten eine Anzahl kleinerer arabischer Heere.
Während Theophilos nach Konstantinopel zurückkehrte um einen traditionellen römischen Triumph zu feiern, sammelte Mu'tasim seine Truppen zum Gegenschlag. Die Byzantiner hatten sich nicht nur offen als Verbündete der Churramiten zu erkennen gegeben, während des Angriffs auf Sozopetra – angeblich die Geburtsstadt Mu'tasims – waren alle männlichen Gefangenen exekutiert und der Rest in die Sklaverei verkauft worden.
Eine arabische Armee versammelte sich nun in Tarsus; der verlässlichsten Quelle (Michael der Syrer) zufolge zählte sie 80.000 Soldaten, 30.000 Mann Hilfstruppen und einen Tross von 70.000 Packtieren. Andere Quellen geben noch um vieles höhere Zahlen wie 200.000 bis 500.000 an (nach Al-Masudi). Dieser Kriegszug sollte tief nach Kleinasien hinein verlaufen und die Städte Ankyra und Amorion zum Ziel haben. Amorion stand besonders im Fokus, daher war angeblich der Name der Stadt auf den Schilden der Araber eingraviert. Als Hauptstadt des wichtigen Themas von Anatolikon war die Stadt strategisch wichtig am Westende der Hochebene von Anatolien und beherrschte die Südstraße zu den westkleinasiatischen Küstengebieten. In dieser Zeit war die Stadt eine der wichtigsten Städte des Byzantinischen Reiches, von der Bedeutung stand es wohl nur hinter Konstantinopel und Thessalonike zurück. Es war außerdem der Geburtsort des Vaters von Theophilos, Michaels II. (820–829) und vielleicht auch der von Theophilos selbst. Wegen seiner strategischen Lage war die Stadt mehrmals im 7. und 8. Jahrhundert das Ziel arabischer Angriffe, schon Mu'tasims Vorgänger Ma'mun plante angeblich einen Angriff auf die Stadt, bevor er 833 starb.

## Eröffnungszüge: Anzen und Ankyra
30.000 Mann unter dem Kommando des erfahrenen Generals Afschin wurden entsandt, um sich mit den Truppen des Emirs Omar al-Aqta zu vereinen und das Thema Armeniakon anzugreifen, während die Hauptarmee unter der Führung des Kalifen Kappadokien durch die Kilikische Pforte angreifen sollte. Ein Teil der Armee des Kalifen wurde als Vorhut unter Ashinas vorausgeschickt. Die beiden Heeresteile sollten sich bei Ankyra treffen und dann gemeinsam nach Amorion vorstoßen. Theophilos erfuhr bald von den Absichten des Kalifen und verließ Konstantinopel im Juni. Seine Armee umfasste Soldaten aus dem anatolischen und den europäischen Themata, die Elite-Tagmata des Kaisers sowie die Churramiten. Die Byzantiner erwarteten, dass sich die arabische Armee nach der Durchquerung der Kilikischen Pforte nach Ankyra und danach nach Amorion wenden würde, es wäre aber auch möglich gewesen, dass sie direkt auf Amorion marschiert wäre. Obwohl seine Generäle vorschlugen die Stadt zu evakuieren, damit der arabische Sieg wertlos sein würde, entschied sich Theophilos im Gegenteil die Garnison der Stadt durch Aetios, den Strategos von Anatolikon, und Männer aus den Tagmata der Excubitores und der Vigla zu verstärken.
Mit seiner restlichen Armee versuchte Theophilos sich zwischen der Kilikischen Pforte und Ankyra zu positionieren, indem er am Südufer des Halys sein Lager aufschlug. Die beiden arabischen Armeen überschritten die Grenze Ende Juni, aber Theophilos erfuhr erst Mitte Juli von der nach Norden marschierenden Armee Afschins. Er brach sofort mit dem Großteil seiner Armee, etwa 30.000 Mann auf, um das kleinere arabische Heer zu schlagen. Die beiden Armeen trafen am 22. Juli in der Schlacht von Anzen auf der Ebene von Dazimon aufeinander. Trotz anfänglicher Erfolge zerfiel die byzantinische Schlachtordnung, Theophilos selbst wurde eingekreist und konnte nur mit Mühe entkommen.
Theophilos sammelte seine Truppen schnell und schickte Theodoros Krateros nach Ankyra. Krateros fand die Stadt vollkommen verlassen vor, ihm wurde befohlen stattdessen Amorion zu verstärken. Theophilos war bald gezwungen nach Konstantinopel zurückzukehren, da sich Gerüchte über seinen Tod in der Schlacht von Anzen verbreitet hatten. Gleichzeitig revoltierten die Churramiten, die bei Sinope stationiert waren, und erklärten den widerstrebenden Theophobos zum Kaiser. Doch Theophobos unternahm keinen Versuch Theophilos herauszufordern oder seine Truppen mit denen Mu'tasims zu vereinen. Die arabische Vorhut erreichte Ankyra am 26. Juli, die anderen beiden Teilheere folgten wenig später. Die Einwohner, die in nahen Minen Zuflucht gesucht hatten, wurden von den Arabern entdeckt und gefangen genommen. Nachdem sie die verlassene Stadt geplündert hatten wandten sich die Araber nun Richtung Amorion.

## Belagerung und Fall von Amorion

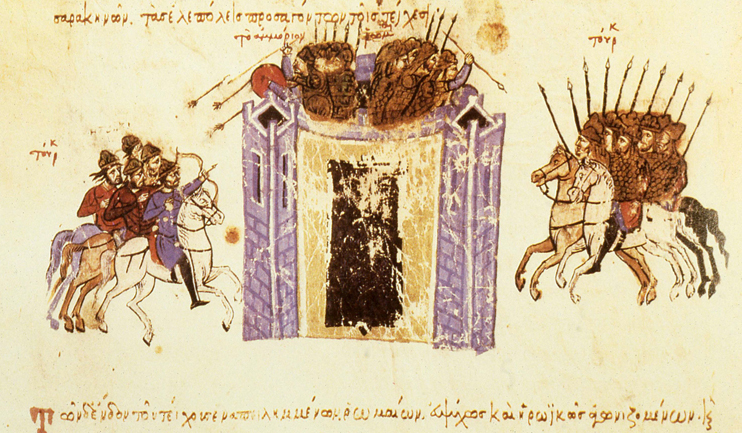
Miniatur aus der Madrider Bilderhandschrift des Skylitzes über die Belagerung von Amorion

Die Araber marschierten in drei separaten Kolonnen, zuerst Ashinas, der Kalif in der Mitte und Afschin auf der Flanke. Sieben Tage nach ihrem Abmarsch in Ankyra erreichten sie die Stadt und begannen am 1. August mit der Belagerung. Theophilos, der den Fall der Stadt verhindern wollte, reiste nach Dorylaion und sandte von dort eine Gesandtschaft zu Mu'tasim. Seine Botschafter versicherten dem Kalifen, dass die Gräuel in Sozopetra gegen den Befehl des Kaisers geschehen seien, versprachen, beim Wiederaufbau der Stadt zu helfen, alle muslimischen Geiseln zurückzugeben und Tribut zu zahlen. Der Kalif weigerte sich jedoch zu verhandeln und sperrte die Gesandten in seinem Zelt ein, damit sie bei der Belagerung zusehen könnten.
Die Befestigungen der Stadt waren stark, die Stadtmauer besaß 44 Türme und einen weiten Graben. Sowohl Belagerer als auch Verteidiger verfügten über viele Belagerungswaffen, so dass zu Beginn beide Seiten Geschosssalven austauschten. Den byzantinischen Quellen zufolge verriet ein arabischer Gefangener, der zum Christentum konvertiert war, seine neuen Herren und verriet dem Kalifen einen Abschnitt in der Stadtmauer, der kürzlich von schweren Regenfällen beschädigt und nur notdürftig repariert worden war. Daraufhin konzentrierten die Araber das Feuer auf diesen Wallabschnitt, so dass sie nach zwei Tagen eine Bresche in den Wall geschossen hatten. Die Byzantiner verteidigten zwar die Bresche, aber ihre Position war aussichtslos. Aetios versuchte nachts durch das Belagerungsheer zu brechen und Theophilos zu erreichen. Der Plan wurde aber an die Araber verraten, die ihre Wachsamkeit nun erhöhten.
Nach zwei Wochen Belagerung (entweder am 12., 13. oder 15. August) schickte Aetios eine Gesandtschaft unter der Führung des örtlichen Bischofs vor die Mauern und ließ sie die Kapitulation Amorions im Gegenzug für freien Abzug der Einwohner und der Garnison anbieten, aber Mu'tasim lehnte ab. Der byzantinische General Boiditzes, der mit der Verteidigung des durchbrochenen Wallabschnitts betraut war, versuchte auf eigene Faust Verhandlungen mit dem Kalifen zu führen. Er gab seinen Soldaten die Anweisung an ihrem Wallabschnitt keine Wache zu halten und suchte das Feldlager der Abbasiden auf. Während Boiditzes mit dem Kalifen verhandelte entdeckten die Araber die Vernachlässigung der Wache und stürmten die Stadt. Die überraschten Verteidiger leisteten nur vereinzelt Widerstand. Aetios versuchte in einem Turm Schutz zu suchen, wurde aber entdeckt und zur Aufgabe gezwungen.
Die Stadt wurde vollständig geplündert. Der byzantinische Chronist Theophanes Continuatus spricht von 70.000 Toten, während der Araber al-Mas'udi 30.000 anführt. Die Kriegsbeute und die verbliebenen Einwohner der Stadt wurden unter den Soldaten aufgeteilt, ausgenommen waren die zivilen und militärischen Führungspersonen, die dem Kalifen gehörten. Nachdem er den Botschaftern des Theophilos erlaubt hatte mit der Botschaft vom Fall Amorions zu ihrem Herrn zurückzukehren, brannte Mu'tasim die Stadt nieder, nur die Stadtmauern überstanden das Inferno.

## Folgen
Kurz nach der Schlacht erreichte den Kalifen die Nachricht von der Rebellion seines Neffen al-Abbas ibn al-Ma'mun. Mu'tasim war gezwungen den Feldzug abzubrechen und zurückzukehren, so dass er Theophilos und seine Armee bei Dorylaion unbeschadet zurückließ. Da sie den direkten Weg von Amorion zur Kilikischen Pforte wählten erlitten die Araber und ihre Gefangenen große Verluste in der Hitze Zentralanatoliens. 6000 von ihnen wurden auf Befehl des Kalifen hingerichtet.

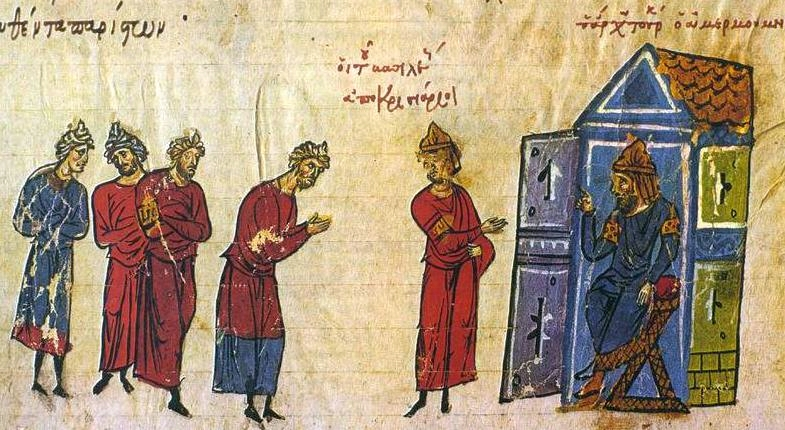
Miniatur aus der Madrider Bilderhandschrift des Skylitzes mit der Darstellung der Entsendung des Tourmarches Basileios zu al-Mu'tasim (sitzend) nach dem Fall von Amorion.

Theophilos schickte eine weitere Gesandtschaft zum Kalifen, der der Tourmarches Basileios vorstand. Sie überbrachte Geschenke und Entschuldigungsschreiben sowie das Angebot, die adligen Gefangenen für 20.000 byzantinische Pfund (ca. 6500 kg) Gold freizukaufen sowie alle gefangenen Araber freizulassen. Als Antwort verlangte Mu'tasim die Auslieferung des Theophobos und des Domestikos der Scholen, Manuel des Armeniers, der einige Jahre zuvor aus der abbasidischen Armee desertiert war. Die byzantinischen Botschafter lehnten dies ab, nicht zuletzt weil Theophobos sich in offener Revolte befand und Manuel wahrscheinlich tot war. Stattdessen überreichte Basileios einen zweiten, drohenden Brief des Theophilos. Mu'tasim war darüber verärgert und gab die Geschenke des Kaisers zurück.
Der Strategos Aetios wurde etwa zur selben Zeit hingerichtet, vielleicht als Antwort auf Theophilos zweiten Brief. Der überwiegende Teil der Gefangenen wurde 841 in einem Vertrag gegen arabische Gefangene ausgetauscht, jedoch waren die Würdenträger und Beamten von diesem Vertrag ausgenommen. Nach Jahren der Gefangenschaft wurden sie aufgefordert zum Islam zu konvertieren. Als sie ablehnten, wurden sie am 6. März 845 in Samarra hingerichtet. Von der Orthodoxen Kirche werden sie als die 42 Märtyrer von Amorion verehrt. Mehrere Erzählungen entstanden im Laufe der Zeit über Boiditzes und seinen Verrat. Der Legende der 42 Märtyrer zufolge konvertierte er zum Islam, wurde aber gleichwohl vom Kalifen getötet. Anders als die Körper der Heiligen, die „von Wunderhand“ im Wasser des Flusses Tigris schwammen, sank seiner auf den Grund.

## Wirkung
Die Plünderung von Amorion war eines der verheerendsten Ereignisse in der Geschichte arabischer Plünderzüge nach Anatolien. Theophilos erkrankte kurz nach dem Fall der Stadt, und obwohl er sich erholte, stellte sich seine Gesundheit bis zu seinem Tod drei Jahre später nicht mehr gänzlich wieder her. Spätere byzantinische Chronisten schreiben seinen frühen Tod dem Kummer über den Verlust der Stadt zu, was aber wohl eine Legende ist. Der Fall von Amorion inspirierte Gedichte und Gesänge wie den Gesang von Armouris oder die Ballade Kastro tis Orias („Burg des schönen Fräuleins“). Arabische Quellen feiern den Fall der Stadt, wie z. B. in Abu Tammams Ode über die Eroberung von Amorion.
Tatsächlich waren die militärischen Auswirkungen auf Byzanz verhältnismäßig gering: Abgesehen von der Bevölkerung und Garnison von Amorion gab es wenige Verluste, da die Revolte der Churramiten im nächsten Jahr unblutig beendet werden konnte. Ankyra wurde schnell wiederaufgebaut und -besiedelt, ebenso Amorion, obwohl es seine frühere Bedeutung nach der Verlegung des Sitzes des Themas Anatolikon nach Polybotos nie wieder zurückerlangte. Die Abbasiden konnten keinen Gewinn aus dem Sieg schlagen und nach Mu'tasims Tod 842 fiel ihr Staat in eine lange Periode des Zerfalls.
Die Niederlagen der byzantinischen Armee bei Anzen und Amorion waren wohl eher ein Produkt des Zufalls als Folgen von Unfähigkeit. Nur hatte Theophilos den doppelten Fehler begangen seine Truppen aufzuteilen und sich auf die Churramiten als Hilfstruppen zu verlassen. Nach der Niederlage ließ Theophilos die Armee umstrukturieren und die Churramiten über die einzelnen Themen verstreuen.
Das folgenreichste Ergebnis des Falls von Amorion war von religiöser, weniger von militärischer Art. Durch die Niederlagen wurde der Ikonoklasmus als Weg zur Erringung der göttlichen Gunst und demzufolge des Sieges in den Schlachten gegen die muslimischen Nachbarstaaten stark geschwächt. Ein Jahr nach Theophilos Tod, am 11. März 843, setzte eine Synode die Verehrung von Ikonen wieder ein und der Ikonoklasmus wurde zur Häresie erklärt.